# Кандидатката
„Кандидатката“ (на испански: La candidata) е мексиканска теленовела от 2016 г., създадена от Леонардо Бечини, режисирана от Хуан Пабло Бланко и Ерик Моралес и продуцирана от Жисел Гонсалес Салгадо за Телевиса. Това е оригинална история за света на политиката.
В главните роли са Силвия Наваро и Виктор Гонсалес Рейносо, а в отрицателните - Рафаел Санчес Наваро и Сусана Гонсалес.

## Сюжет
Рехина Барсенас, сенатор от управляващата партия в страната, е съпруга на Алонсо Сан Роман, шеф на правителството на град Мексико, който се стреми към президентския пост на страната. Като част от своята политическа стратегия, Алонсо предлага на Рехина да убеди сенатор Харардо Мартинес да съюзят кандидатурите си, без да се интересува, че Херардо, лидер на опозицията, винаги е бил влюбен в Рехина, с която е имал връзка в студентските си години.
Рехина се чувства използвана от съпруга си и бракът им започва да страда от сериозни проблеми с пристигането на Сесилия Агилар, шеф на отдела за връзки с обществеността на правителството. Сесилия е привлекателна, интелигентна и пресметлива жена. Рехина не знае, че Сесилия е нейна полусестра, плод на тайна връзка на баща ѝ, която няма да се спре, докато не съблазни Алонсо и не я унищожи.
В този контекст, Емилиано, синът на Рехина и Алонсо, усеща, че е пренебрегнат от родителите си и е замесен във видео скандал. Алонсо обвинява Рехина за липсата на родителски контрол върху сина им, упреква я, че не се грижи за семейството, а предпочита кариерата си.
По-късно, членовете на партията издигат кандидатурата на Рехина, а не на Алонсо. Тя се колебае в началото, но открива поредица от незаконни сделки на съпруга си, в които е замесен и баща му. Затова Рехина решава да се присъедини към независима партия, за да се изправи пред мъжа си по време на изборите, без да знае, че Херардо е кандидатът за президент, издигнат от опозицията.
Рехина Барсенас ще рискува дълбоката обич и привързаност на сина си и истинската любов на живота си, за да се превърне в Кандидатката.

## Актьори
- Силвия Наваро – Рехина Барсенас
- Виктор Гонсалес Рейносо – Херардо Мартинес
- Рафаел Санчес Наваро – Алонсо Сан Роман
- Сусана Гонсалес – Сесилия Агилар / Сесилия Барсенас
- Елена Рохо – Наталия де Сан Роман
- Наилеа Норвинд – Тереса Ривера
- Хуан Карлос Барето – Марио Барсенас
- Патрисио Кастийо – дон Омар Сан Роман
- Ари Телч – Игнасио
- Лус Мария Херес – Ноеми
- Марта Хулия – Джесика
- Лайша Уилкинс – Лорена
- Исадора Гонсалес – Мариела Рамос
- Вероника Ланхер – Магдалена Гомес
- Мишел Гонсалес – Марсия
- Фернанда Борхес – Даниела
- Федерико Айос – Емилиано Сан Роман Барсенас
- Пилар Икскик Мата – Исела
- Хуан Мартин Хауреги – Ернан
- Фабиола Гуахардо – Флоренсия Аскура
- Карла Фарфан – Химена Мартинес Ривера
- Хуан Пабло Медина – Ригоберто
- Габриела Карийо – Алма
- Фабиан Роблес – Хосе
- Адалберто Пара – Хорхе
- Педро Сикард – Енрике
- Гилберто де Анда – Дамян
- Хорхе Гайегос – Андрес
- Франко Гала – Маркос
- Карлос Торес – Бернанрдо
- Хуан Карлос Коломбо – Дон Луис
- Мауро Санчес Наваро – Уго

## Продукция
Снимките на теленовелата започват на 16 август 2016 г. във филмовото студио Телевиса Сан Анхел, Мексико.

## Премиера
Премиерата на Кандидатката е на 21 ноември 2016 г. по Las Estrellas. Последният 61. епизод е излъчен на 12 февруари 2017 г.